# Azam Khan
Azam Khan (28 de febrero de 1950 - 5 de junio de 2011) fue un cantante de pop. Fue el pionero en la música pop Bengalí. Fundó la banda llamada Uchcharon a principios de 1970. Khan, junto a sus contemporáneos de música pop Fakir Alamgir, Ferdous Wahid, Firoz Shai, Najma Zaman y Pilu Momtaz es acreditado con popularizar y dar a conocer la música pop de Bangladés.

## Muerte
Khan murió el 5 de junio de 2011 en el hospital Daca CMH a los 61 años. Estaba sufriendo de un cáncer oral que se había extendido a sus pulmones. Su muerte se produjo 14 días después de que falleciera otro cantante pop pionero, Pilu Momtaz.

## Discografía
- Didi Maa
- Bangladesh
- Keu Nai Amar
- Mixed Album
- Neel Noyona